# ペルフルオロアルコキシフッ素樹脂
ペルフルオロアルコキシアルカン またはPFA はフッ素樹脂の一つ。PFAはテトラフルオロエチレン(C2F4)とペルフルオロエーテル（CF2F3ORf, ここでRf はトリフルオロメチル 〈CF3〉のようなペルフルオロ基）の共重合体である。性質はポリテトラフルオロエチレン（PTFE）と似ている。PTFEとの大きな違いは、アルコキシ置換基により溶融成形できるようになった点である。分子レベルではPFAの鎖長は短く、他のフッ素樹脂よりも鎖の絡み合いが大きい。また官能基に酸素を含んでいる。この酸素によって透明性、流動性、耐クリープ性、熱安定性がPTFEと同等もしくはそれ以上となっている。PFAのような改良されたフッ素樹脂としては他にも四フッ化エチレン･六フッ化プロピレン共重合体 (FEP)があり、これはテトラフルオロエチレンとヘキサフルオロプロペンの共重合体である。